# Roy Hargrove
Roy Anthony Hargrove (Waco, 16 oktober 1969 - New York, 2 november 2018) was een Amerikaanse jazz- en funktrompettist.

## Biografie
Hargrove werd ontdekt door Wynton Marsalis, toen deze dezelfde highschool als Hargrove in Dallas bezocht. Een sterke invloed op Hargrove had de saxofonist David 'Fathead' Newman op hem uitgeoefend, die samen met Ray Charles aan zijn highschool optrad. Hargrove studeerde van 1988 tot 1989 aan het Berklee College of Music in Boston, maar trad tijdens deze periode vaak op in New York en ging vervolgens naar de daar aanwezige The New School. Daar maakte hij ook zijn eerste opnamen samen met de saxofonist Bobby Watson. Er volgden opnamen met Superblue, Mulgrew Miller en Kenny Washington. In 1990 verscheen zijn eerste soloalbum Diamond in the Rough.
Verve Records stelde Hargrove in staat om opnamen te maken met veel grootheden van de jazz, waaronder Joe Henderson, Stanley Turrentine, Johnny Griffin, Joshua Redman en Branford Marsalis. In opdracht van het Lincoln Center Jazz Orchestra componeerde hij in 1993 The Love Suite: In Mahogany.
Hargrove had gewerkt met de meest verschillende muzikanten. Aanvankelijk speelde hij vaak met Shirley Horn. Hij nam ook op met Kitty Margolis. Hij werkte ook vaak met Erykah Badu (met wie hij ook naar school ging), Common, D'Angelo en Meshell Ndegeocello. In 1998 kreeg hij de Grammy Award voor zijn album Habana met zijn Afro-Cubaanse band Crisol. In 2002 won hij de Grammy Award voor de tweede keer, deze keer samen met Herbie Hancock en Michael Brecker voor het album Directions in Music.
Hargrove werd in 2014 door een gerecht in Manhattan veroordeeld tot twee dagen groepswerk wegens het kopen van cocaïne. Hargrove was de oprichter en leider van de formatie The RH Factor, waar hij elementen van jazz, funk, hiphop, soul en gospelmuziek combineerde. In 2009 bracht hij met Emergence een bigband-productie uit met de zangeres Roberta Gambarini. 

## Overlijden
Nadat Hargrove volgens zijn manager Larry Clothier in samenhang met een langjarige nierziekte was opgenomen in een New Yorks ziekenhuis, overleed hij op 2 november 2018 op 49-jarige leeftijd aan de gevolgen van een hartstilstand.

## Discografie
- 1989: Diamond in the Rough (Novus Records)
- 1991: Public Eye (met Roy Hargrove, Billy Higgins, Antonio Hart, Stephen Scott, Christian McBride)
- 1992: Tokyo Sessions
- 1992: Beauty and the Beast (BMG)
- 1993: Of Kindred Souls (Novus Records)
- 1994: With the Tenors of our Times (Verve Records, met Johnny Griffin, Joe Henderson, Branford Marsalis, Joshua Redman, Stanley Turrentine)
- 1994: Approaching Standards (Novus Records/Jive Records)
- 1995: Family (Verve Records)
- 1995: Parker’s Mood: Tribute to Charlie Parker (Verve Records, met Christian McBride und Stephen Scott)
- 1997: Habana (Verve Records)
- 2000: Moment to Moment (Verve Records)
- 2002: Directions in Music (Verve Records, met Herbie Hancock und Michael Brecker)
- 2004: Strength – EP (Verve Records, met The RH Factor)
- 2003: Hard Groove (Verve Records, met The RH Factor)
- 2006: Better Times Ahead (Sideman) (Verve Records, gefeat. van het Anke Helfrich Trio)
- 2006: Distractions (Verve Records, met The RH Factor)
- 2006: Nothing Serious (Verve Records)
- 2008: Earfood (Emarcy Rec)
- 2009: Emergence (Verve Records, met Big Band)
- 2010: A Night in Monte-Carlo (3 Deuce Records, met Marcus Miller en Raul Midón)
- 2015: Live in Studio (Whaling City Sound)

- Bibliothèque nationale de France: cb13949049g (data)
- CiNii: DA16035423
- Gemeinsame Normdatei: 134692756
- International Standard Name Identifier: 0000 0001 1486 9901
- Library of Congress Control Number: n92014464
- MusicBrainz: 8cdf780e-b909-4d25-9060-e552e95b3414
- Nationale Bibliotheek van Tsjechië: ola2002158609
- Nationale Bibliotheek van Israël: 987007338096905171
- Nederlandse Thesaurus van Auteursnamen: 107828308
- Réseau des bibliothèques de Suisse occidentale: 02-A003348128
- SNAC: w6hc1h53
- Système universitaire de documentation: 082304270
- Virtual International Authority File: 202111
- WorldCat: E39PBJjHdqGcvY7x9bV7JgCbBP